# マリア・ブルンツェワ
- マリーヤ・ブルーンツェワ

マリア・ブルンツェワ（ロシア語: Мария Вячеславовна Брунцева、英語: Maria Bruntseva、女性、1980年6月12日 - ）は、ロシアのバレーボール選手。ポジションはミドルブロッカー。元ロシア代表。

## 来歴
1996年、Indesitに入団し、12シーズン在籍した。2006年、ロシア代表に初選出される。同年11月に日本で開催された世界選手権で金メダルを獲得した。

## 球歴
- 世界選手権 - 2006年

## 所属クラブ
- Indesit（1996-2010年）
- Proton Balakovo（2010-2011年）
- VK Tioumen（2011-2014年）
- Proton Balakovo（2014-）